# Stenobarichneumon saundersii
Stenobarichneumon saundersii är en stekelart som först beskrevs av Cresson 1877.  Stenobarichneumon saundersii ingår i släktet Stenobarichneumon och familjen brokparasitsteklar. Inga underarter finns listade i Catalogue of Life.